# Oyón (cidade do Peru)
A cidade peruana de Oyón é a capital da Província de Oyón, situada no Departamento de Lima, pertencente a Região de Lima, na zona central do Peru.